# Borsa de Luxemburg
La borsa de Luxemburg (francès: Bourse de Luxembourg francès: Bourse de Luxembourg) és una borsa de valors establerta a la ciutat de Luxemburg, al sud de Luxemburg.
La borsa se situa al Boulevard Joseph II. El president del consell d'administració és Frank Wagener i el president del comitè executiu i CEO és Robert Scharfe.
La borsa té sessions de preapertura de 07:15am a 09:00am i un període normal de sessions de 09:00am a 05:35pm tots els dies de la setmana excepte dissabtes, diumenges i festius declarats pel mercat borsari amb antelació.

## Bons
S'especialitza principalment en la cotització de bons financers internacionals, en el qual ocupa el primer lloc a Europa, amb 32.933 títols de deute llistats al mercat borsari el 2008. La borsa de Luxemburg va ser la primera borsa a cotitzar Eurobonos, amb l'emissió de bons de la italiana Autostrade el 1963, i, fins avui dia, Luxemburg ha mantingut una posició dominant en la cotització de bons europeus, amb aproximadament el 60% dels bons internacionals a Europa sent llistats al mercat luxemburguès. Cinquanta països llisten almenys part del seu deute sobirà a Luxemburg, mentre que Luxemburg és també un mercat per a deute del BERD, la Comissió Europea, el Banc Europeu d'Inversions, i el Banc Mundial.

## Accions
El principal índex de valors de la borsa de Luxemburg és l'anomenat LuxX Index, que és un índex ponderat dels deu títols de major valor per capitalització de mercat de cotització lliure. L'índex va ser fixat en 1000 punts el 4 de gener de 1999: el primer dia de negociació del mercat després que Luxemburg adoptés l'euro.

## Història
Una llei per a l'establiment d'un mercat de valors a Luxemburg va ser aprovada el 30 de gener de 1927. La companyia va ser constituïda com a Societat Anònima de la Borsa de Luxemburg el 5 d'abril de 1928, amb una emissió inicial de 7.000 accions, cadascuna valorades en 1000 francs.
Al novembre de 2000 va entrar en un acord amb Euronext.